# دیگو مارتین رودریگز
دیگو مارتین رودریگز (انگلیسی: Diego Martín Rodríguez؛ زادهٔ ۴ سپتامبر ۱۹۸۹) ورزشکار اهل اروگوئه است.
از باشگاه‌هایی که در آن بازی کرده‌است می‌توان به باشگاه ورزشی دفنسور، اودینزه، گودوی کروز و اتلتیکو ایندپندینته اشاره کرد.
وی همچنین در تیم‌های ملی فوتبال Uruguay U-20 Uruguay U-22 Uruguay Olympic بازی کرده‌است.